# Cantemir (condado)
Cantemir é um condado (ou distrito) da Moldávia. Sua capital é a cidade de Cantemir.